# 이살미

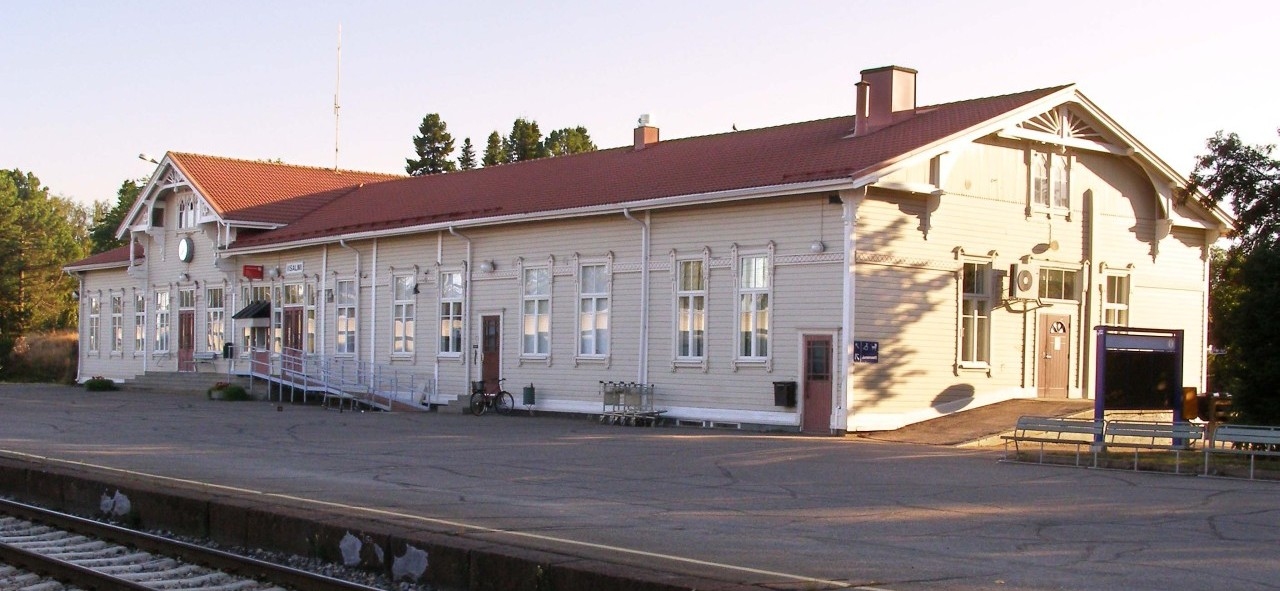
이살미 철도역

이살미의 위치

이살미(핀란드어: Iisalmi, 스웨덴어: Idensalmi)는 핀란드 북사보 지역에 위치한 도시로, 면적은 872.13km2, 인구는 22,187명(2012년 기준), 인구 밀도는 29.08명/km2이다.
17세기 교회가 들어서면서 처음 등장했으며 1627년 도시 지위를 부여받았다. 1808년 10월 27일 스웨덴이 이 곳에서 일어난 콜욘비르타(Koljonvirta) 전투에서 러시아 제국에 승리를 기록하기도 했지만 1809년 러시아 제국에 넘어가고 만다. 1891년 시로 승격되었다.

시 문장